# Kászonfürdő (Kászonjakabfalva)

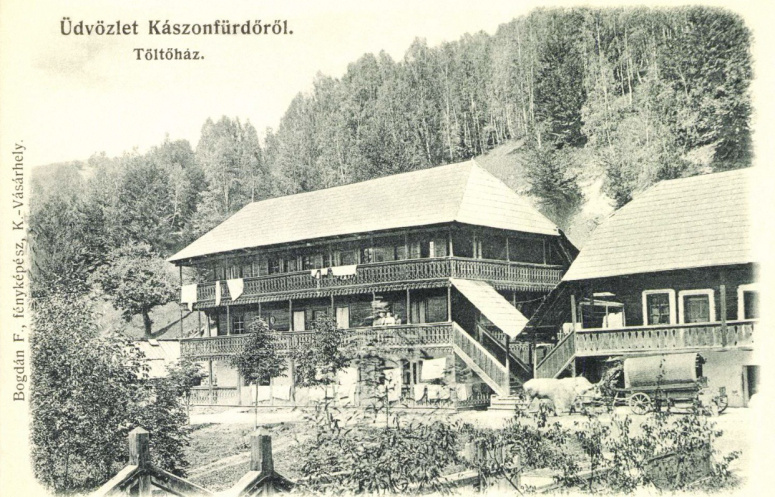
A kászonfürdői töltőház 1906-ban

Kászonfürdő Kászonjakabfalva keleti határában, a településtől 4 km-re, a Bor pataka völgyében található.

## Leírása
A Salutaris-forrás köré épült fürdőtelep messze földön híres volt a „görvélykorban” (skrofulózis) szenvedő betegek kezelésében. Orbán Balázs Székelyföld leírása c. művében így ír erről: „E fürdő egyike legnevezetesebb gyógyforrásainknak, s főként a korunkban fájdalom igen elharapódzott görvélykorban (scrophulás bajok) csudaszerű gyógyhatással bir, sőt ez irányban ható egyedüli gyógyforrásunk”.

## Története
A Balázsi család tulajdonába tartozó Kászonfürdőt már az 1800-as évek elején említik korabeli írások, mint virágzó fürdőtelepet, ahol fürdőház és vendégszobák álltak a betegek rendelkezésére. Hankó Vilmos szerint: „Egy csendes oázis ez a fürdő, hová nem hat el a nyüzsgő sokaság idegbontó zaja. A völgy csupán csak a természet zajától hangos, ezek a hangok azonban jól esnek, éltetnek, a kászoni fürdőn az embernek igazán madárdal az ébresztője, patak csobogása, erdő zúgása az altatója”. Társasági, kulturális élet is zajlott a fürdőn. András Ignác kászoni helytörténész, néprajzkutató a Kászonszék népi gyógyászata c. könyvében a Petőfi Sándor halálának évfordulója alkalmából rendezett ünnepségeket említi, melyeket 1899-1908 között rendeztek a fürdővendégeknek.
A telepen található források köré hamarabb kialakult a fürdő, mint a palackozóállomás. A Salutaris-forrás vizét Balázsi Lajos kezdte el palackozni 1890-ben. 1922 és 1944 között az új tulajdonos, zaláni Apor László felújította a fürdőt, melegvizes kabinokat építtetett a medence köré, rendbehozta a Balázsiak féle vendégfogadót. Az államosítás után a kászonjakabfalvi fürdő a többi kászoni fürdőhöz hasonlóan tönkrement, csak az 1990-ig működő töltőállomás munkásai használták. Jelenlegi tulajdonosa a felújítását tervezi.
Kászonfürdő közelében található a Veresszéki borvíztelep, régen a két helyet fenyősorral szegezett sétány kötötte össze.